# Agenzia Giornalistica Italia
L'Agenzia Giornalistica Italia, in acronimo AGI, è un'agenzia di stampa italiana.

## Descrizione
Fondata nel 1950 da Giulio de Marzio e Walter Prosperetti, e controllata dall'Eni dal 1965, ha sede a Roma ed ha redazioni in 15 capoluoghi di provincia italiani ed una sede estera presso l'Unione europea a Bruxelles. Trasmette quotidianamente dei notiziari su cronaca, politica, economia, finanza, cultura, spettacolo, sport per i mezzi d'informazione e per le aziende.
Oltre all'italiano, l'AGI trasmette notiziari in sei lingue: inglese, cinese, arabo, spagnolo, portoghese, francese. Dal luglio 2016 trasmette anche un telegiornale sul Web.
Nel corso del 2016 e del 2017 AGI ha avviato un piano di rilancio e rinnovamento volto a riposizionare l'agenzia come punto di riferimento tra le content factory italiane, costituendo un'area strategica dedicata. Il piano di rilancio è guidato da un management rinnovato. Dal 2016 Mauro Gilardi è il nuovo responsabile amministrativo e del personale e Riccardo Luna è il nuovo direttore responsabile, affiancato dal condirettore Marco Pratellesi. Il 2 maggio 2017 il consiglio d'amministrazione di AGI conferma Massimo Mondazzi alla presidenza. La nuova nomina riguarda l'AD Salvatore Ippolito.
Dal 1º luglio 2019 al 6 marzo 2023 il direttore dell'agenzia è stato Mario Sechi, preceduto da Riccardo Luna e l'ex condirettore Pratellesi
L'11 settembre 2020 l'assemblea di AGI nomina presidente del consiglio di amministrazione Lucia Calvosa (già presidente di Eni) e nuovo AD Giuseppe Macchia.

## Cronotassi cariche apicali
Presidenti
Dal luglio 2012 i presidenti sono stati: 
- Gianni Di Giovanni[7];
- Massimo Mondazzi (dal 2013 al 10 settembre 2020), già direttore finanziario del gruppo ENI. Mondazzi è stato confermato dal cda dell'ottobre 2015;
- Lucia Calvosa (dall'11 settembre 2020)[1].

Amministratori delegati
Dal 2013 gli amministratori delegati sono stati: 
- Gianni Di Giovanni (ex presidente)[8];
- Alessandro Pica (dall'ottobre 2015[9] all'aprile 2017);
- Salvatore Ippolito (dal maggio 2017 al 10 settembre 2020)[4];
- Giuseppe Macchia (dall'11 settembre 2020)[1].

Direttori responsabili
- Giuliano De Risi (che ha sostituito Vittorio Pandolfi);
- Roberto Iadicicco, dal 24 novembre 2010[10];
- Riccardo Luna, dal 3 ottobre 2016[11];
- Mario Sechi, dal 1º luglio 2019[12].
- Rita Lofano, dal 4 marzo 2023[13].